# El ciego de la guitarra
El ciego de la guitarra es un cartón para tapiz perteneciente a la segunda serie, ejecutada por Francisco de Goya para el antedormitorio de los Príncipes de Asturias en el Palacio del Pardo. Se exhibe en el Museo del Prado
En el fondo de la composición se venden frutas, y se acentúa la estructura piramidal. Es uno de los cartones que más relación guardan con la obra de Tiépolo.

## Análisis
El ciego cantor domina la escena, que lleva por las ciudades mensajes dramáticos y truculentos. Goya representa aquí la fascinación y el interés que el grupo demuestra por el invidente. 
Según Goya, el caballero elegante de este cartón era un extranjero. El pintor incluyó, además, personajes desacostumbrados, como el negro que encarna la popular figura y fue fallado

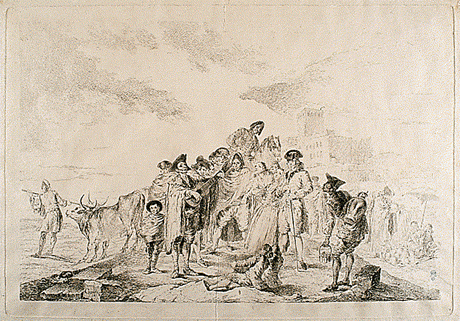
Para este cartón, Goya hizo uno de sus primeros aguafuertes, conservado en la Biblioteca Nacional de España.

El ciego de la guitarra fue uno de los cartones más difíciles de emprender, pues Goya debió modificarlo en varias ocasiones para cumplir con los requerimientos de los tejedores —era demasiado grande y con abundancia extrema de figuras—.
La composición central podría aludir a la prostitución, en donde dos majas alegremente vestidas coquetean con un caballero. En primer plano, los niños parecen recordar a Hogarth y la pintura inglesa.
El color y la luz llama más la atención que los personajes, las tonalidades terrosas recuerdan a un joven Diego Velázquez. En la derecha hay un colorido vivo que otorga gran alegría. La luz impacta sobre todo en las mujeres y el hombre, consiguiendo reflejos metálicos en los cacharreros de agua que carga el negro. La suelta pincelada de Goya aquí será evocada medio siglo después en La lechera de Burdeos y en el Retrato de Juan Bautista Muguiro.